# 殘月陰風吹古樓
《殘月陰風吹古樓》是一部1977年的臺灣恐怖片，由姚鳳磐導演，王釧如、李湘以及岳陽領銜主演，其故事靈感源自臺北仁愛路的鬼屋傳說。該片經常和同由王釧如主演的《血夜花》混淆，幾乎所有網路上的資料在介紹《殘》片的故事內容時，給出的卻是《血》片的劇情；而在介紹《血》片時，給出的又是《殘》片的劇情，例如豆瓣就是如此。

## 劇情
大發建設公司欲收購陳家舊宅，員工小方告知屋子鬧鬼，經理就派老柯和小方去瞭解情況，二人輾轉覓得昔日在陳家幫傭的老僕人阿嬌。據她所說，日治時期，陳家老爺陳維新之妻彩霞只為他生育二女——長女惠琴和次女惠珍。為得男丁，維新在外另養二太太廖碧娥，生下兒子繼志。五年後，碧娥以繼志為籌碼，要求維新接他們母子去陳家並給予正式名份。進入陳家後，碧娥表面尊重彩霞，暗地裡卻玩弄心機，致使維新對彩霞反感。怨恨不平的彩霞自縊身亡後，冤魂不息，時而出現，令碧娥驚嚇不已。
講到此處，阿嬌不願再多說，但透露惠琴下落不明，也許她的老同學趙小姐知道去向。經理找到趙小姐，她慢慢道出後續事件。碧娥被嚇得神經衰弱；另一方面，惠珍被維新手下員工吳志淸強暴後投河自盡。停電之夜，碧娥見彩霞鬼魂抱住繼志作勢要摔，令她飽受驚嚇。志淸以美國要轟炸臺灣，日本人下令讓百姓疏散為由，建議維新帶碧娥去鄉下躱避。因遠離彩霞鬼魂驚擾，碧娥的精神狀態好了很多。誰知返家後又被冤魂糾纏，碧娥不堪驚嚇被送進瘋人院。志淸意欲非禮惠琴，被維新制止。原來碧娥與志淸實為姊弟，背後暗藏陰謀，彩霞、惠珍都為二人串通害死。繼志並非維新所生，連碧娥也不知他的生父是誰。眼見維新家破人亡，志淸狂笑走出戶外，卻被彩霞鬼魂掐死。最後，維新和繼志移居日本，惠琴進入修道院成了修女。

## 外部連結
- 香港影庫上《殘月陰風吹古樓》的資料（繁體中文）
- 互联网电影数据库（IMDb）上《殘月陰風吹古樓》的资料（英文）